# Im Garten des Todes

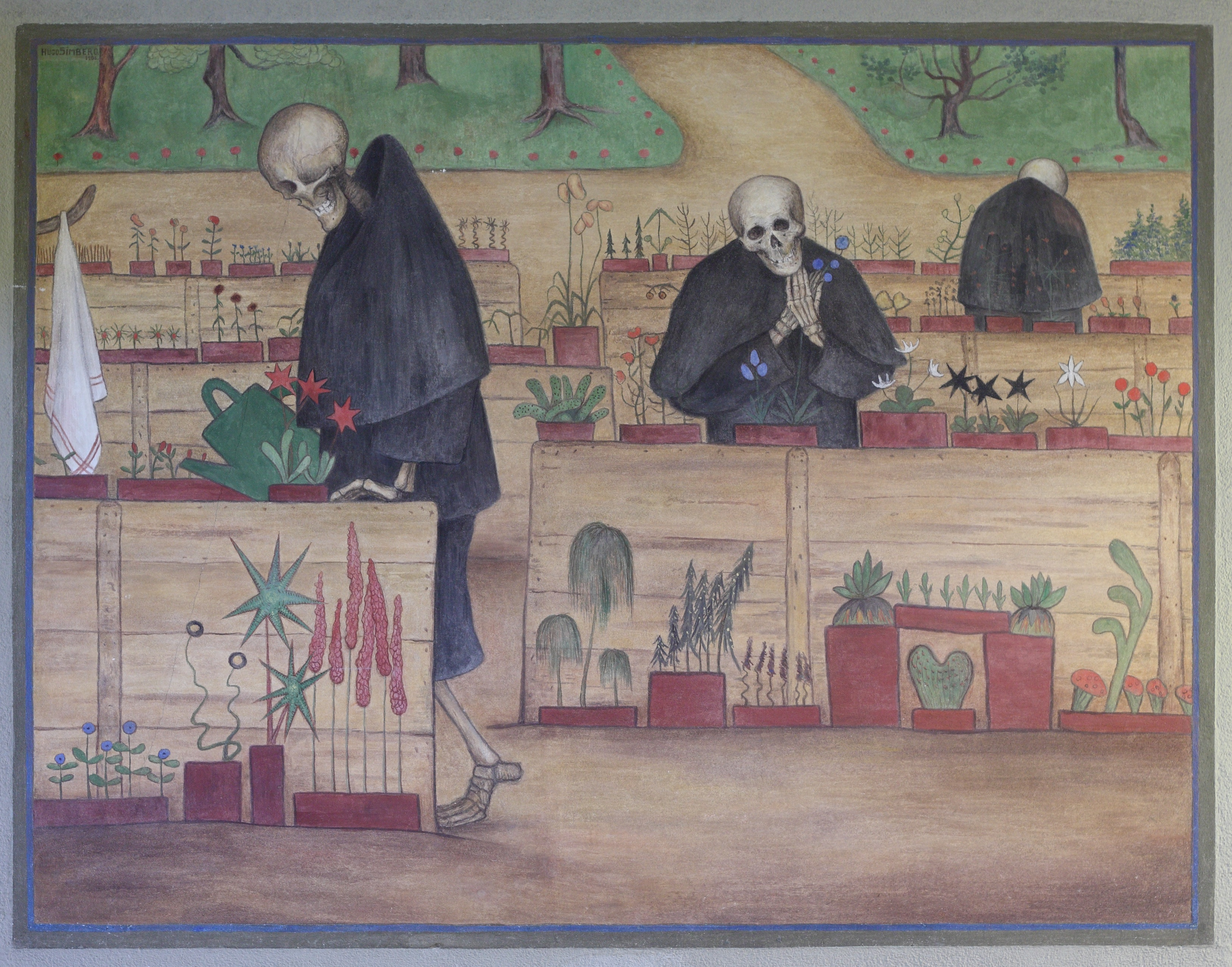
Im Garten des Todes, Fresko im Dom von Tampere, Ausschnitt

Im Garten des Todes, finnisch „Kuoleman puutarha“, ist ein Aquarell des finnischen Malers Hugo Simberg, das im Jahre 1896 entstand. Es gehört zur Sammlung der Finnischen Nationalgalerie und befindet sich im Ateneum, Helsinki. Thema des Blattes ist die Unparteilichkeit des Todes, der als Helfer und Hüter der menschlichen Seele dargestellt ist.

## Bildinhalt
Das nur 15,8 mal 17,5 Zentimeter große Blatt zeigt drei in dunkle Mäntel gekleidete Skelette, die zwischen Hochbeeten stehen und sich dort mit Hingabe der Pflege der Blumen und Bäume widmen. Der Tod, hier durch diese drei Figuren repräsentiert, zeigt sich nicht als brutaler Schnitter, sondern als sanftmütiger Gevatter Tod. Hugo Simberg verarbeitet hier Motive des Märchens Geschichte einer Mutter von Hans Christian Andersen. Jede Blume und jeder Baum repräsentiert ein Menschenleben, das vom Tode aufmerksam umsorgt und nach dem Ableben des Menschen vom Tod ins Paradies verpflanzt wird. So gießt die linke Figur sorgfältig die ihm anvertrauten Pflanzen und rechts der Bildmitte drückt eine der Figuren mit knöchernen Händen behutsam eine der Blumen an seine Brust.

## Einordnung im Gesamtwerk
Das Thema des Todesgartens findet sich im Werk von Hugo Simberg mehrfach. Die bekannteste Darstellung dürfte das Fresko im Dom von Tampere sein, das Hugo Simberg im Jahre 1905 und 1906 malte. Es unterscheidet sich vom Aquarell nur durch eine andere Farbgebung. Der personifizierte Tod sowie der „Arme Teufel“ sind Motive, die sich häufig im Werk von Hugo Simberg finden. Die Darstellungen sind häufig makaber und zeigen übernatürliche Szenen. Zu diesen Werken zählt unter anderem „Der Tod hört zu“ (finnisch Kuolema kuuntelee), bei dem der in schwarz gekleidete Tod den Kopf neigt, um einem jungen Mann beim Geigespiel zuzuhören. Im Hintergrund liegt eine alte Frau auf dem Bett, die blass und kränklich wirkt. Das Bild erweckt beim Betrachter den Eindruck, dass der Tod gekommen ist, sie zu holen, dass er sich aber entschieden hat, noch einen Moment zu warten, um den jungen Mann sein Geigespiel beenden zu lassen.